# The New York Times Best Seller list
A The New York Times Best Seller list é amplamente considerada a mais proeminente lista de best-sellers nos Estados Unidos. Ela é publicada semanalmente no The New York Times Book Review. A lista foi publicada pela primeira vez em 12 outubro de 1931.

## História
A primeira lista dos livros mais vendidos nos Estados Unidos, foi publicado em 1895, no The Bookman, a lista de best-seller só foi publicada no New York Times 36 anos depois em 12 de outubro de 1931. Consistia de cinco livros de ficção e quatro de não-ficção abrangendo a cidade de New York. No mês seguinte, a lista foi ampliada para oito cidades, com uma lista separada publicada para cada cidade. No início da década de 1940, foram incluídas catorze cidades.
A lista nacional foi criado em 9 de abril de 1942, no The New York Times Book Review, sendo publicada aos domingos como um suplemento para as listas regulares das cidades (edição de segunda-feira). A lista nacional era classificada de acordo com quantas vezes o livro aparecia nas listas das cidades. Alguns anos mais tarde, as listas das cidades foram totalmente eliminadas, deixando apenas o ranking nacional, ele foi compilado de acordo com "relatórios de livreiros em 22 cidades". Esta metodologia do ranking por vendas permanece até hoje, embora o processo exato de compilação de dados é um segredo comercial e que evoluiu ao longo do tempo.